# Parang (Parang)
Parang is een bestuurslaag in het regentschap Magetan van de provincie Oost-Java, Indonesië. Parang telt 3813 inwoners (volkstelling 2010).